# Novooleksiivka, Prîmorsk
Novooleksiivka (în ucraineană Новоолексіївка) este localitatea de reședință a comunei Novooleksiivka din raionul Prîmorsk, regiunea Zaporijjea, Ucraina.

## Demografie
Componența lingvistică a localității Novooleksiivka
     Ucraineană (81,22%)
     Rusă (12,81%)
     Bulgară (4,66%)
     Alte limbi (0,58%)
Conform recensământului din 2001, majoritatea populației localității Novooleksiivka era vorbitoare de ucraineană (81,22%), existând în minoritate și vorbitori de rusă (12,81%) și bulgară (4,66%).